# ماریا تونکوویچ
ماریا تونکوویچ (انگلیسی: Marija Tonković؛ زادهٔ ۲۳ نوامبر ۱۹۵۹) بازیکن بسکتبال اهل جمهوری فدرال سوسیالیستی یوگسلاوی است.
وی در مسابقات کشوری و بین‌المللی در مجموع برندهٔ ۲ مدال برنز شده‌است.